# Migas (genre)
Pour l’article homonyme, voir Migas.
Genre
Migas est un genre d'araignées mygalomorphes de la famille des Migidae.

## Distribution
Les espèces de ce genre se rencontrent en Nouvelle-Zélande, en Nouvelle-Calédonie et en Australie.

## Liste des espèces
Selon World Spider Catalog (version 24.5, 14/08/2023) :
- Migas affinis Berland, 1924
- Migas australis Wilton, 1968
- Migas borealis Wilton, 1968
- Migas cambridgei Wilton, 1968
- Migas cantuarius Wilton, 1968
- Migas centralis Wilton, 1968
- Migas cumberi Wilton, 1968
- Migas distinctus O. Pickard-Cambridge, 1880
- Migas gatenbyi Wilton, 1968
- Migas giveni Wilton, 1968
- Migas goyeni Wilton, 1968
- Migas hesperus Wilton, 1968
- Migas hollowayi Wilton, 1968
- Migas insularis Wilton, 1968
- Migas kirki Wilton, 1968
- Migas kochi Wilton, 1968
- Migas linburnensis Wilton, 1968
- Migas lomasi Wilton, 1968
- Migas marplesi Wilton, 1968
- Migas minor Wilton, 1968
- Migas nitens Hickman, 1927
- Migas otari Wilton, 1968
- Migas paradoxus L. Koch, 1873
- Migas plomleyi Raven & Churchill, 1989
- Migas quintus Wilton, 1968
- Migas sandageri Goyen, 1891
- Migas saxatilis Wilton, 1968
- Migas secundus Wilton, 1968
- Migas solitarius Wilton, 1968
- Migas taierii Todd, 1945
- Migas tasmani Wilton, 1968
- Migas toddae Wilton, 1968
- Migas tuhoe Wilton, 1968
- Migas variapalpus Raven, 1984

## Systématique et taxinomie
Ce genre a été décrit par L. Koch en 1873.

## Publication originale
- L. Koch, 1873 : Die Arachniden Australiens, nach der Natur beschrieben und abgebildet. Nürnberg, vol. 1, p. 369-472 (texte intégral).